# Драгневци (област Габрово)
 За другото българско село вижте Драгневци (Област Велико Търново).  
Драгневци е село в Северна България. То се намира в община Трявна, област Габрово.

## География
Село Драгневци се намира в планински район. В подножието на Стара планина.
- Координати: 42.827923,25.481684,

- 700 м надморска височина

## История
През 1190 г. в околностите на Драгневци Иван Асен I разбива армията на Исак II Ангел в така наречената „Битка в Тревненския проход“.
По билото на Стара Планина е минавала границата с Източна Румелия. Една част от населението, заедно с други балканджии от Еленско, Габровско, Тревненско и Дряновско започват да се изселват към равнинните части на новоосвободеното княжество.
През 1921 г. в съседното Гръбчево поетът Иван Вазов прекарва последното лято на своя живот.
През 1970 г. към град Плачковци са присъединени следните населени места: кол. Бъчеварите, кол. Долни Цоневци, кол. Ковачевци, кол. Минкино, кол. Пунговци, с. Късовци, с. Нейковци, с. Райнеж, с. Драгневци.

## Културни и природни забележителности
Селото няма голям брой население, но притежава уникално красива природа. Всеки би затаил дъх от утринната роса, дивите цветя, необятните гори и красивите залези. Със своите 700 м надморска височина, чистия въздух и спокойствието, което притежава, е безценно място за почивка и отдих.
След основният ремонт на цялата пътна мрежа на селото, и подмяната на електропроводите, Драгневци направи важна крачка към осъществяването на задачата си, а именно развиване на селски туризъм.